# Metráček
Metráček est un film tchécoslovaque réalisé par Josef Pinkava en 1971.
Il est basé sur le livre du même nom de Stanislav Rudolf.

## Synopsis
Le personnage principal, Jitka, surnommé Metráček, est une adolescente obèse (Markéta Světlíková) qui souffre d'un sentiment d'infériorité en raison de sa silhouette. Cependant, elle trouvera sa place en tant que joueuse de football. Une confiance en soi accrue a alors un impact sur sa position parmi ses pairs.

## Équipe technique
- Scénario : Josef Pinkava, Jaroslav Petrik
- Musique : Angelo Mikhailov (cs)
- Photographie : Karel Kopecký
- Réalisation : Josef Pinkava
- Noir et blanc, 77 min, pour enfants
- Production : République socialiste tchécoslovaque, Krátký film Praha (cs), Gottwaldov Film Studio, 1971

## Distribution
- Markéta Světlíková : Jitka Pažoutová, surnommée « Metráček »
- Míla Myslíková
- Lubomír Lipský (cs)
- Jaromír Hanzlík
- Helena Růžičková (cs)
- Zora Rozsypalová
- Jiří Vala (cs)
- Jan Vostrčil